# Miotek (gromada)
Miotek – dawna gromada, czyli najmniejsza jednostka podziału terytorialnego Polskiej Rzeczypospolitej Ludowej w latach 1954–1972.
Gromady, z gromadzkimi radami narodowymi (GRN) jako organami władzy najniższego stopnia na wsi, funkcjonowały od reformy reorganizującej administrację wiejską przeprowadzonej jesienią 1954 do momentu ich zniesienia z dniem 1 stycznia 1973, tym samym wypierając organizację gminną w latach 1954–1972.
Gromadę Miotek z siedzibą GRN w Miotku (od 1 stycznia 1973 w granicach Kalet) utworzono – jako jedną z 8759 gromad na obszarze Polski – w powiecie lublinieckim w woj. stalinogrodzkim, na mocy uchwały nr 20/54 WRN w Stalinogrodzie z dnia 5 października 1954. W skład jednostki weszły obszary kart 1 i 2 z obrębu Zielona, karty 1 z obrębu Łany Dyrdy, karty 1 z obrębu Łany Sopota i kart 1–5 z obrębu Woźniki Las oraz parcele nr nr kat. 32/17, 35/19, 31/20, 36/23, 39/22 i 24–27 z obrębu Lubsza Las, które wyłączono z miasta Kalety w tymże powiecie. W praktyce obszar gromad objął całą wschodnią, wiejską i leśną, część Kalet wokół Miotka i Dyrd. Dla gromady ustalono 10 członków gromadzkiej rady narodowej.
20 grudnia 1956 województwo stalinogrodzkie przemianowano (z powrotem) na katowickie.
W 1970 roku liczyła 556 mieszkańców dzieliła się na dwie miejscowości: Miotek i Dyrdy:
- Miotek  – 390 mieszkańców, obejmującą Miotek, Kolonię Woźnicką, Mokrus i Zieloną,
- Dyrdy – 166 mieszkańców, obejmującą Dyrdy i Sośnicę.

Gromada przetrwała do końca 1972 roku, czyli do kolejnej reformy gminnej. 1 stycznia 1973 sołectwo Dyrdy (Dyrdy i Sośnicę) oraz wieś Kolonię Woźnicką z sołectwa Miotek włączono do miasta Woźniki, natomiast pozostały obszar sołectwa Miotek (Miotek, Mokrus i Zieloną) włączono do miasta Kalety.